# Vispertal
Het Vispertal is een zuidelijk zijdal van het Zwitserse Rhônedal in het kanton Wallis.
Het dal is toegankelijk vanuit de industrieplaats Visp aan de Rhône. Hier opent zich in zuidelijke richting het Vispertal dat zich na zo'n tien kilometer, bij Stalden, splitst in het Saastal en het Mattertal. De vallei is uitgesleten door de Vispa, de rivier die de samenvloeiing is van de Saaser Vispa en de Matter Vispa.
In het Vispertal liggen de volgende gemeenten van zuid naar noord stroomafwaarts langs de Vispa: Staldenried, Stalden, Visperterminen, Zeneggen en Visp. De dorpscentra van Stalden (795 m) en Zeneggen (1370 m) bevinden zich op de linkerflank van het Vispertal, Staldenried (1052 m) en Visperterminen (1378 m) op de rechterflank van het dal en Visp (658 m) op de dalbodem.
Door de vallei loopt de spoorlijn Visp-Zermatt.